# تولان (أزتيك)
تولان (بالإنجليزية: Tollan)‏ تولان هو الاسم المعطى لمكان الخلق الأسطوري في العديد من تقاليد أمريكا الوسطى. اسم تولان يعني "بين القصب" في لغة الناهيوتل. كما تم استخدام الأسماء التي تحمل نفس المعنى في اللغات المكسيكية الأصلية الأخرى. كانت تولان مكانًا للخصوبة والوفرة، ومكانًا للأصل/الخلق، ومكانًا عاش فيه كثير من الناس - مدينة. أشارت دوريس هايدن (1983: 94-97) إلى أن تولان، الذي يعني "من بين القصب، والاندفاع، ترمز إلى إلى الجنة الأرضية، حيث تلتقي المياه والأرض، حيث توجد الحيوانات والنباتات الصالحة للأكل.
تولان والتي تعني بشكل مختلف، «مكان القصب»، «بين القصب، والاندفاع، والقطط»، أو «طوبولوجيا المدينة العظيمة، المدينة بشكل عام»، تشير هذه الكلمة إلى شخص راقٍ لديه معرفة كبيرة وقدرات فنية.
إن ظهور الشمس وولادة الأراضي الخصبة وخلق البشر كانت أحداث وقعت في أرضهم (الأزتيك) في تولان الرائعة. وتقع تولان العظيمة تحت الشمس الجنوبية، قلعة الأزتيك وقوم المايا، مع منازل طويلة في الداخل ومنحوتة في علامة صوفية للشمس والقمر والإله. وبحسب مخطوط الأزتيك فإنه قد تم تجميع أول الأشخاص الذين تم خلقهم في تولان، مكان سبعة كهوف، حيث يستقبلون لغاتهم وآلهتهم.